# Rusty Peden
Claude "Rusty" Peden (6 de janeiro de 1916 — 1999) foi um ciclista canadense. Ele representou o Canadá nos Jogos Olímpicos de Verão de 1936, em Berlim.